# Margherita Boninsegna
Margherita da Trento, conosciuta anche come Margherita la Bella o Margherita Boninsegna (presumibilmente originaria di Arco Trento, seconda metà XIII secolo – Biella, maggio 1307), è stata una delle più fedeli seguaci di fra Dolcino da Novara e figura di primo piano del movimento degli Apostolici.

## Biografia
Le principali fonti primarie inerenti Margherita risultano essere frammentarie e principalmente focalizzate sulla persona e sulla vicenda di Dolcino: la donna compare come figura sfumata. Inoltre la perdita dei processi inquisitoriali successivi alla cattura limita la conoscenza sia del suo ruolo sia della sua azione al fianco di Dolcino. Per delineare la sua biografia bisogna ricorrere ai processi trentini contro i seguaci di Dolcino che si tennero negli anni Trenta del XIV secolo. Un’altra fonte è il trattato Practica inquisitionis heretice pravitatis composto dal frate predicatore ed inquisitore Bernardo Gui intorno alla vicenda degli Apostolici, che riporta le due lettere che Dolcino scrisse ed indirizzò a tutti i fedeli del Cristo e in modo particolare ai suoi seguaci. Le fonti presentate appaiono quindi frammentarie e risultano essere di parte poiché redatte da uomini il cui compito principale fu quello di osteggiare e denigrare il movimento religioso degli Apostolici giudicato eretico da parte della Chiesa.
Presumibilmente appartenente ad una famiglia di notabili proveniente dalla valle di Ledro trasferitasi ad Arco, Margherita incontrò Dolcino durante il peregrinare del frate nella diocesi di Trento ed entrò a far parte del movimento dei nuovi apostoli, guidato dal novarese, intorno al 1303. Una fonte ad oggi non ancora completamente attendibile la identifica con il cognome Boninsegna secondo la deposizione rilasciata da un presunto fratello di Margherita, ser Boninsegna nel 1332, il quale accusò la sorella di avergli rovinato la vita con la sua scelta di seguire Dolcino. La donna in breve tempo diventò una delle figure principali del movimento denominato “apostoli”, “nuovi apostoli”, “apostoli Christi” o “apostolici”, guidato da Dolcino dopo la morte sul rogo, nel 1300, del suo fondatore Gherardo Segarelli. Lo stesso Dolcino evidenzia l’importanza della figura di Margherita al vertice del movimento, citandola nella sua seconda lettera, riportata nel trattato dell’inquisitore Gui, subito dopo di lui e indicandola come “a lui più cara di tutti”. Non solo, quindi, Margherita fu l’unica donna tra i principali discepoli, ma soprattutto ricoprì un ruolo carismatico molto vicino a quello di Dolcino. Seguì il frate nella sua predicazione e nel peregrinare fino a raggiungere la Valsesia, nel Piemonte settentrionale, dove i nuovi apostoli si stanziarono e crebbero in numero in seguito all’arrivo di nuovi seguaci attratti dal desiderio di imitare in tutto i primi discepoli di Cristo. Dapprima di ispirazione squisitamente religiosa-escatologica, il movimento sembrò assumere anche aspetti di resistenza politica e sociale, almeno secondo le indicazioni fornite dal cronista fiorentino Giovanni Villani (morto nel 1348), che interpretò il moto dolciniano in chiave socio-politica. Risulta però difficile fornire una chiara interpretazione delle ultime fasi della vicenda dolciniana, dal momento che aspetto religioso e guerresco tendono a fondersi in una dimensione quasi epica.
Nel 1306 papa Clemente V bandì una crociata contro i nuovi apostoli e, l'anno successivo, il vescovo di Vercelli, Raniero degli Avogadro, assediò le postazioni in cui si erano rifugiati. Nel marzo del 1307, presumibilmente il 13, piegati anche dalla fame, gli apostolici vennero catturati, trasferiti a Biella, processati ed infine condannati al rogo. Le sentenze di morte di Dolcino, Longino da Bergamo e Margherita da Trento furono eseguite tra i mesi di maggio e giugno del 1307.
 Margherita venne torturata e bruciata, legata ad un palo conficcato sulla riva del torrente Cervo, ben visibile a tutti, nei pressi dell'odierno ponte della Maddalena, davanti agli occhi di Dolcino, che subì la stessa condanna dopo pochi giorni. Gui tramandò una versione ancora più cruenta, secondo la quale il corpo della donna venne fatto a pezzi e le sue ossa e membra vennero infine bruciate per distruggere ogni sua memoria.
La figura di Margherita fu fin dalla sua morte fonte di leggende e di supposizioni dense di fascino. Le fonti, strumentalizzate dalla retorica inquisitoriale, presentarono Margherita secondo precisi stereotipi tipici del suo tempo. Fu lo stesso Dolcino nella sua seconda lettera che indicò la donna al vertice del movimento e la citò con il termine “soror in Christo” all’interno di un gruppo composto da fratres e sorores, ad evidenziare una fratellanza spirituale di uomini e donne, nella quale Margherita risultò l’unica donna menzionata ed al vertice del movimento. Nel suo trattato Gui analizzò la profezia dolciniana presente nella lettera del 1300 aggiungendo un suo commento e indicando Margherita come amante di Dolcino e incinta del frate, quasi a sottolineare, in modo diffamatorio, la condotta immorale e indecente della donna e di conseguenza dell’intero movimento religioso ed arrivando ad attribuire in modo denigratorio la gravidanza all’intervento dello Spirito Santo. Ancora il frate inquisitore menzionò Margherita come eretica, mentre altre fonti successive la tratteggiarono come malefica. L’appellativo più famoso attribuito a Margherita fu "la Bella", come anche oggi viene riconosciuta. L’attributo venne coniato da autori successivi alla vicenda dolciniana, poiché nella documentazione coeva non compare alcuna indicazione circa l’aspetto fisico di Margherita. Questa caratteristica si presentò la prima volta nell’opera intitolata Historia fratris Dulcini heresiarche di un autore sconosciuto, detto Anonimo Sincrono, che scrisse che nessuno degli apostolici volle convertirsi alla fede cattolica, neanche “Margarita la bella”. Tale appellativo venne successivamente ripreso da Benvenuto da Imola, autorevole commentatore della Commedia di Dante che amplificò la bellezza: la donna è di una “pulchritudo immensa”. Anche l’Anonimo Fiorentino, altro autorevole commentatore dell’opera dantesca, aggiunse un nuovo elemento definendo Margherita “moglie di Dolcino, una delle belle donne del mondo”.
La figura di Margherita, nell’aspetto positivo di coraggio e bellezza, venne ripresa nella tradizione romantica ottocentesca e la sua morte eroica divenne fonte di ispirazione per la celebrazione del connubio amore-morte. L’esiguità delle fonti, da una parte, e la presenza di commenti all’esperienza dolciniana nei primi commentatori dell’opera di Dante, dall’altra, portarono a spostare il centro del movimento religioso del frate novarese dal piano prettamente religioso a quello letterario, in cui Dolcino apparve come uomo in armi e Margherita come donna di immensa bellezza.

## Nella cultura di massa
Margherita Boninsegna è la protagonista del romanzo Margherita dei ribelli. Sorella, eretica, rivoluzionaria, scritto da Fabrizio Bozzetti, edito da DeriveApprodi nel marzo del 2025, di cui Nadeesha Uyangoda, critica letteraria del settimanale Internazionale, ha scritto: «una figura sradicata dalla storia le cui poche informazioni biografiche sono legate alla documentazione dei vincitori. In questo romanzo Margherita si prende lo spazio che le è sempre stato negato, in un racconto che si muove sul crinale tra mito e memoria. Un libro [....] camaleontico nel suo essere storico e d’avventura, [...] che si allunga in una scrittura ricca, intrattiene e incuriosisce». 
L'autore ha dichiarato d'aver voluto porre, per la prima volta, Margherita Boninsegna a personaggio centrale di un romanzo anche perché la sua vicenda gli è sembrata indicativa di tanti destini femminili soffocati e, al di là dell'ambientazione medievale, attualissima: «Il coraggio e la forza di Margherita mi hanno conquistato [...]. Credo sia un personaggio il cui esempio è ancora potente e suggestivo [...] e la cui storia meriti di essere tolta dall’oblio e tramandata alle generazioni successive». 
Anche altre recensioni hanno sottolineato la fedeltà del romanzo alle fonti storiche e l'attualità del suo messaggio, come riferiscono queste parole di Dina Traversarso: «Il grido di Margherita dal lontano Medioevo si unisce a quello di tante altre donne che, prima e dopo di lei, hanno lottato per rivendicare i propri diritti, la propria identità e libertà. Il romanzo è decisamente orientato a questo messaggio; i riferimenti storici sono abbondanti e prevalentemente rispettati; le frequenti suggestioni emotive ne rendono coinvolgente lo sviluppo; il finale sfuma in una caleidoscopica allucinazione lasciando il lettore ogni autonomia d’interpretazione».
Lo stesso autore ha dedicato alla Boninsegna il saggio Margherita da Trento, sorella, eretica, rivoluzionaria: un ritratto contro l'oscurantismo, pubblicato nel giugno 2025 su Machina Rivista.